# Museo de Alfombra de Azerbaiyán
El Museo de la Alfombra de Azerbaiyán (en azerí: Azərbaycan Xalçası Muzeyi) se encuentra en Bakú, expone alfombras de diversos periodos, técnicas y métodos de tejido. En el momento de su inauguración era el único dedicado al arte de la tapicería de alfombras. Lleva el nombre de Latif Karimov y ostenta la más numerosa colección a nivel mundial de alfombras azeríes. Se trasladó a un edificio nuevo en el bulevar de Bakú durante 2014, se trata de un centro cultural y educativo donde se organizan muchas exposiciones, simposios internacionales y conferencias. Durante sus 50 años de existencia el museo ha organizado más de 30 exposiciones en diferentes estados de todo el mundo.

## Historia

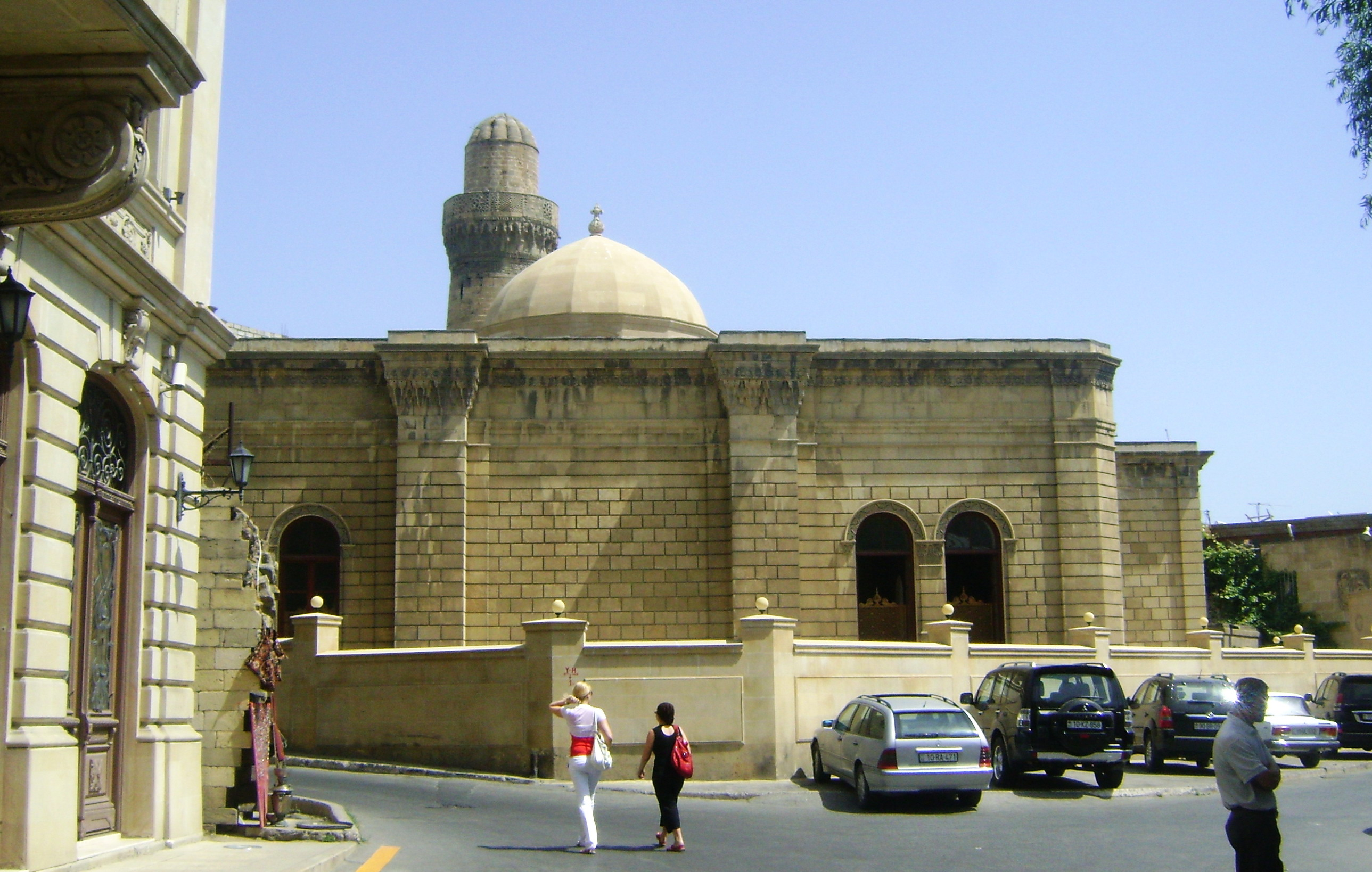
El antiguo edificio del museo, ahora Mezquita Juma "Viernes" (Bakú)

El museo se inauguró en 1967 y se emplazó inicialmente en la Mezquita Juma sita en la Ciudad Vieja, esta mezquita se remonta al siglo XV y fue  renovada en el siglo XIX. Su primera exposición data del 1972. En 1992 después del derrumbe de la URSS el museo se reubicó en el segundo piso del edificio ocupado en la actualidad por el Museo de Bakú. La colección fue bautizada, en honor al diseñador de alfombras, Latif Karimov.

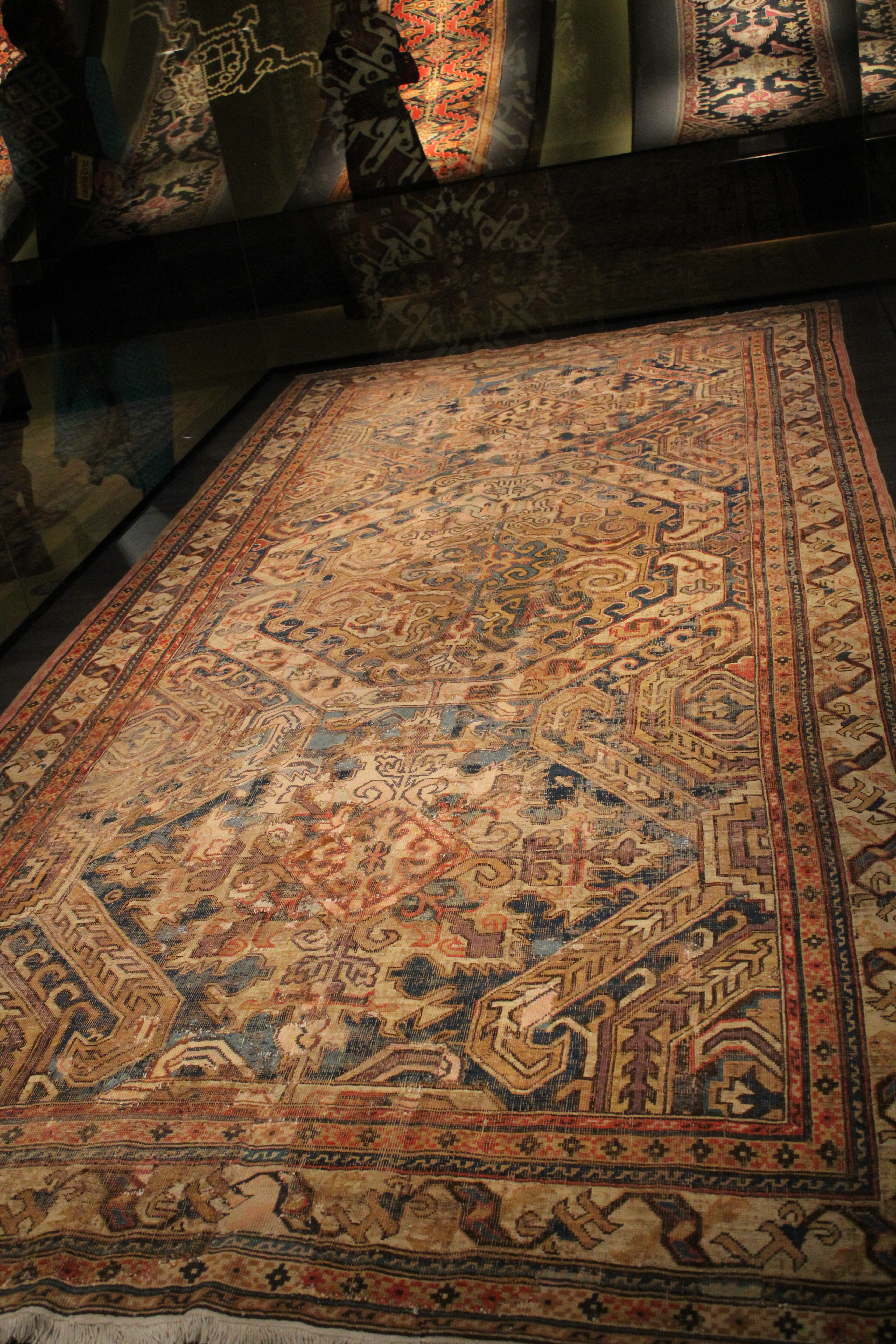
La alfombra de Karabaj

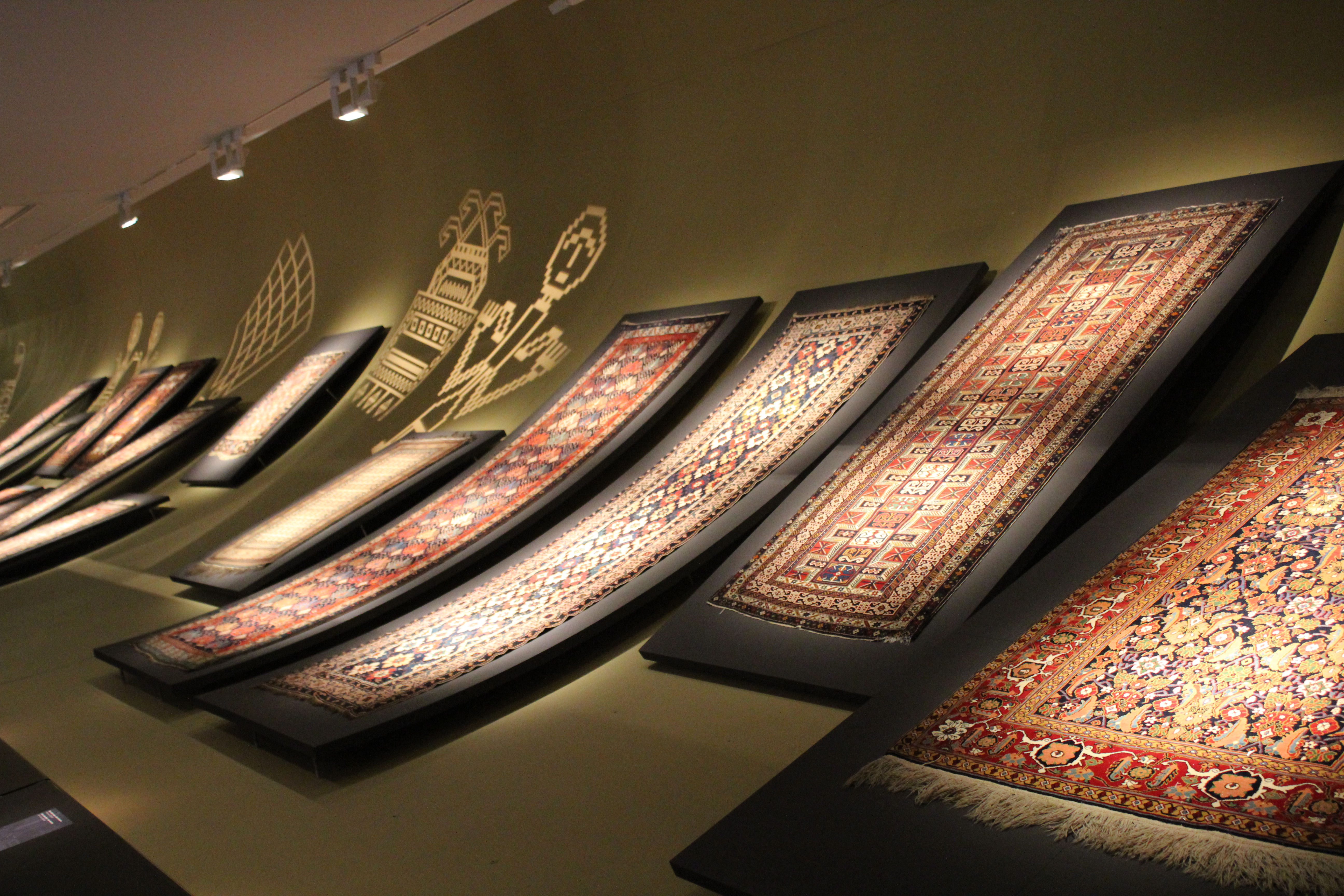
Alfombras expuestas

En 2010 las alfombras de Azerbaiyán fueron proclamadas " Obra Maestra del Patrimonio Inmaterial " por la UNESCO. El edificio nuevo, tercera ubicación del museo, fue visitado por el presidente Ilham Aliyev en septiembre de 2013 e inaugurado el 26 de agosto de 2014, En abril de ese mismo año, el museo recibió su nuevo nombre Museo de la Alfombra de Azerbaiyán.

## Colección
La colección del museo incluye más de 10 000 elementos cerámicos, obras en metal del siglo XIV, joyas de la Edad del Bronce, alfombras del período comprendido entre los siglos XVII y XX, vestidos nacionales,  bordados y otras obras artísticas de la Edad Moderna.  El museo organiza conferencias públicas y cursos de estudio en el ámbito de las alfombras y otras artes aplicadas. También atesora una colección permanente del  Museo de Historia de Şuşa  que fue saqueado por tropas armenias en 1992. Algunos de los elementos de este museo fueron salvados cuando el director de este trasladó 600 alfombras antes de la ocupación. Ahora estas alfombras se exhiben en el museo que nos ocupa, en una exposición titulada «Cultura Quemada».

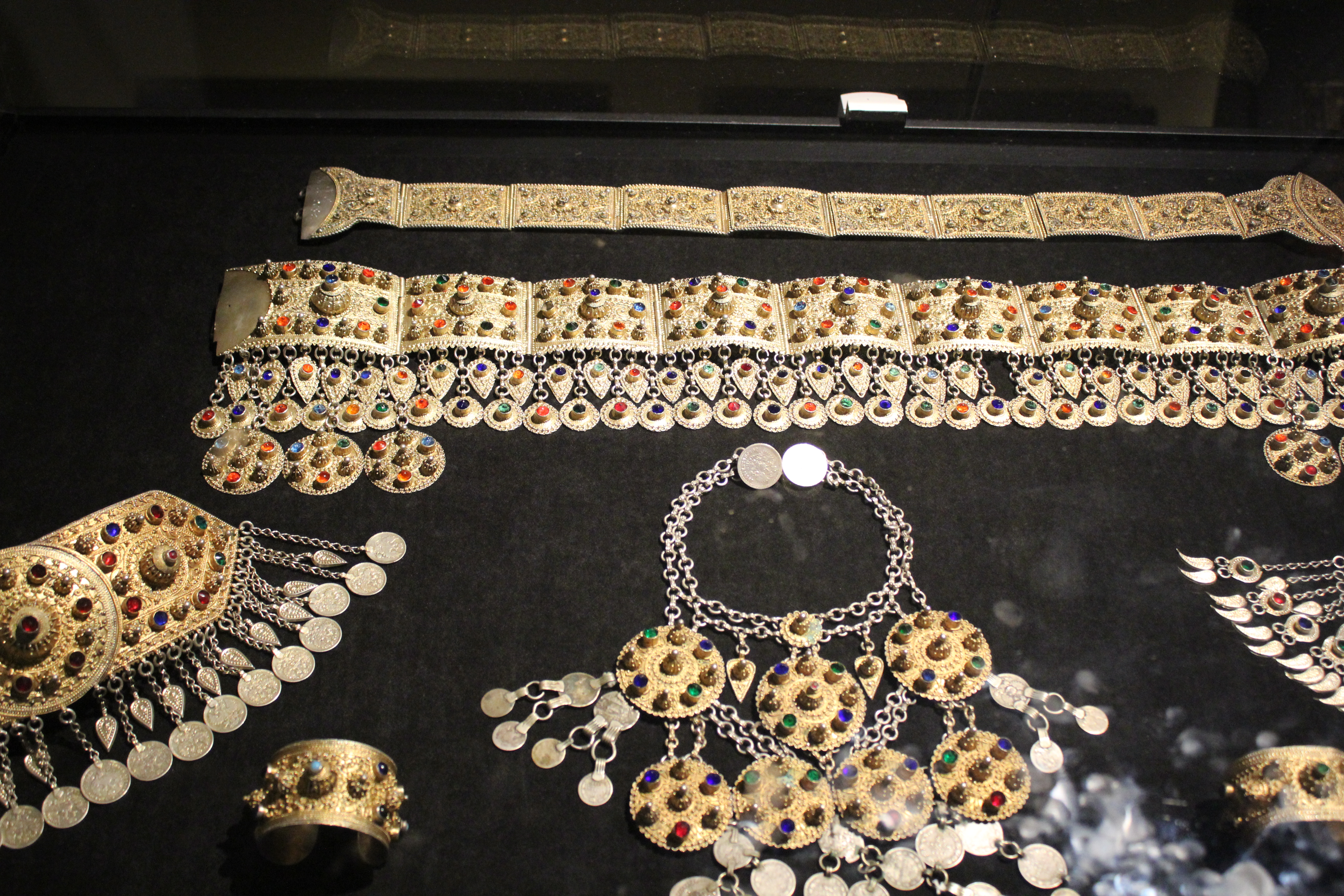
Joyería de Azerbaiyán

## Exposiciones internacionales
El museo investiga y trabaja para el público. Cada año se organizan exposiciones estatales e internacionales, y se imprimen catálogos de alfombras. También ha organizado exposiciones en más de 30 estados entre los cuales se incluyen Francia, Alemania, Inglaterra, Japón y Países Bajos. En 1998 participó en una exposición organizada por la UNESCO en París dedicada a Fuzûlî y en 1999 en otra dedicada al 1300 aniversario del Libro de Dede Korkut y exhibió alfombras, elementos artísticos folklóricos, incluyendo jarras de cobre, tazas, cubos y alforjas.